# برايان باتلر
برايان باتلر (بالإنجليزية: Brian Butler)‏ هو لاعب دوري الرغبي بريطاني، ولد في 16 فبراير 1948 في لنلي ‏ في المملكة المتحدة.